# Nordische Skiweltmeisterschaften 2011/Teilnehmer (Österreich)
Österreich nahm an den 48. Nordischen Skiweltmeisterschaften, die vom 23. Februar bis 6. März 2011 in Oslo in Norwegen ausgetragen wurden, mit 24 Athleten (21 Männer, 3 Frauen) teil.
Insgesamt eroberten die Sportler des Österreichischen Skiverbandes 10 Medaillen, davon sieben Goldmedaillen, fünf davon im Skispringen der Männer und Frauen und 2 in der Nordischen Kombination, sowie zwei Silber- und eine Bronzemedaille. Mit diesen Erfolgen und Rang zwei im Medaillenspiegel zählen diese Weltmeisterschaften bis dato als die erfolgreichsten Nordischen Skiweltmeisterschaften des Österreichischen Skiverbandes.

## Skilanglauf
In den Skilanglaufwettbewerben wurde Österreich von 9 Männern und einer Frau vertreten. Manuel Hirner blieb als Ersatzmann ohne Einsatz.

### Männer
| Athlet             | Verein              | Wettbewerb                                | Rang |
| ------------------ | ------------------- | ----------------------------------------- | ---- |
| Markus Bader       | SC Waidring         | Sprint 1,5 km Freistil                    | 54.  |
| Johannes Dürr      | SC Göstling-Hochkar | 50 km Freistil Massenstart                | 64.  |
| Thomas Grader      | ASKÖ WSV Stall      | 50 km Freistil Massenstart                | 60.  |
| Max Hauke          | WSV Liezen          | Sprint 1,5 km Freistil                    | 55.  |
| Max Hauke          | WSV Liezen          | Teamsprint 6 × 1,5 km klassisch           | 14.  |
| Aurelius Herburger | SV Sulzberg         | Teamsprint 6 × 1,5 km klassisch           | 14.  |
| Manuel Hirner      | Skiklub Saalfelden  | Kein Einsatz (Ersatz)                     | -    |
| Jürgen Pinter      | Union Rosenbach     | 50 km Freistil Massenstart                | 47.  |
| Jürgen Pinter      | Union Rosenbach     | Doppelverfolgung 30 km klassisch/Freistil | 40.  |
| Bernhard Tritscher | Skiklub Saalfelden  | 50 km Freistil Massenstart                | 48.  |
| Bernhard Tritscher | Skiklub Saalfelden  | Sprint 1,5 km Freistil                    | 21.  |
| Harald Wurm        | WSV Vomp            | Sprint 1,5 km Freistil                    | 53.  |

### Frauen
| Athlet          | Verein               | Wettbewerb             | Rang |
| --------------- | -------------------- | ---------------------- | ---- |
| Kateřina Smutná | Heeres SV Saalfelden | Sprint 1,3 km Freistil | 36.  |
| Kateřina Smutná | Heeres SV Saalfelden | 10 km klassisch        | 15.  |

## Nordische Kombination
Der Mannschaft der Nordischen Kombinierer gehörten 6 Athleten an, wobei Tobas Kammerlander als Ersatzmann ohne Einsatz blieb. Cheftrainer der Kombinierer war Christoph Eugen. Herausragend waren die beiden Mannschaftswettbewerbe, in denen die Österreicher mit Schlussläufer Mario Stecher jeweils nach Zielsprints nur hauchdünn (0,1 bzw. 0,4 s) vor der deutschen Mannschaft triumphierte.

### Männer
| Athlet              | Verein                 | Wettbewerb                           | Rang |
| ------------------- | ---------------------- | ------------------------------------ | ---- |
| Wilhelm Denifl      | SV Innsbruck-Bergisel  | Einzel Normalschanze HS 100 / 10 km  | 13.  |
| Wilhelm Denifl      | SV Innsbruck-Bergisel  | Einzel Großschanze HS 130 / 10 km    | 19.  |
| Felix Gottwald      | Skiklub Saalfelden     | Einzel Normalschanze HS 100 / 10 km  | 3.   |
| Felix Gottwald      | Skiklub Saalfelden     | Einzel Großschanze HS 130 / 10 km    | 18.  |
| Felix Gottwald      | Skiklub Saalfelden     | Team Großschanze HS 130 / 4 × 7 km   | 1.   |
| Felix Gottwald      | Skiklub Saalfelden     | Team Normalschanze HS 100 / 4 × 5 km | 1.   |
| Bernhard Gruber     | SC Bischofshofen       | Team Großschanze HS 130 / 4 × 5 km   | 1.   |
| Bernhard Gruber     | SC Bischofshofen       | Team Normalschanze HS 100 / 4 × 5 km | 1.   |
| Tobias Kammerlander | SC St. Johann in Tirol | Kein Einsatz (Ersatz)                | -    |
| David Kreiner       | Kitzbüheler SC         | Einzel Normalschanze HS 100 / 10 km  | 12.  |
| David Kreiner       | Kitzbüheler SC         | Einzel Großschanze HS 130 / 10 km    | 12.  |
| David Kreiner       | Kitzbüheler SC         | Team Großschanze HS 130 / 4 × 7 km   | 1.   |
| David Kreiner       | Kitzbüheler SC         | Team Normalschanze HS 100 / 4 × 5 km | 1.   |
| Mario Stecher       | WSV Eisenerz           | Einzel Normalschanze HS 100 / 10 km  | 29.  |
| Mario Stecher       | WSV Eisenerz           | Einzel Großschanze HS 130 / 10 km    | 10.  |
| Mario Stecher       | WSV Eisenerz           | Team Großschanze HS 130 / 4 × 7 km   | 1.   |
| Mario Stecher       | WSV Eisenerz           | Team Normalschanze HS 100 / 4 × 5 km | 1.   |

## Skispringen
Die Skisprungmannschaft der Männer umfasste 6 Mitglieder, wobei Manuel Fettner als Ersatzmann nicht zum Einsatz kam. Die Athleten des ÖSV gewannen in allen fünf Wettbewerben (vier der Männer und einer der Frauen) die Goldmedaille. Gregor Schlierenzauer und Thomas Morgenstern krönten sich mit ihren jeweiligen Einzeltitel und den beiden Goldmedaillen in den Mannschaftswettbewerben zu Dreifachweltmeistern. Cheftrainer der Herrenmannschaft war Alexander Pointner. Bei den Damen krönte sich die Favoritin Daniela Iraschko, nachdem es ihr bei den Weltmeisterschaften 2009 überraschend nicht gelungen war, zur ersten österreichischen Skisprungweltmeisterin.

### Männer
| Athlet                | Verein                | Wettbewerb                      | Rang |
| --------------------- | --------------------- | ------------------------------- | ---- |
| Manuel Fettner        | SV Innsbruck-Bergisel | Kein Einsatz (Ersatz)           | -    |
| Martin Koch           | SV Villach            | Einzel Normalschanze HS 100     | 21.  |
| Martin Koch           | SV Villach            | Einzel Großschanze HS 130       | 8.   |
| Martin Koch           | SV Villach            | Mannschaft Normalschanze HS 100 | 1.   |
| Martin Koch           | SV Villach            | Mannschaft Großschanze HS 130   | 1.   |
| Andreas Kofler        | SV Innsbruck-Bergisel | Einzel Normalschanze HS 100     | 2.   |
| Andreas Kofler        | SV Innsbruck-Bergisel | Einzel Großschanze HS 130       | 4.   |
| Andreas Kofler        | SV Innsbruck-Bergisel | Mannschaft Normalschanze HS 100 | 1.   |
| Andreas Kofler        | SV Innsbruck-Bergisel | Mannschaft Großschanze HS 130   | 1.   |
| Wolfgang Loitzl       | WSC Bad Mitterndorf   | Einzel Normalschanze HS 100     | 37.  |
| Thomas Morgenstern    | SV Villach            | Einzel Normalschanze HS 100     | 1.   |
| Thomas Morgenstern    | SV Villach            | Einzel Großschanze HS 130       | 2.   |
| Thomas Morgenstern    | SV Villach            | Mannschaft Normalschanze HS 100 | 1.   |
| Thomas Morgenstern    | SV Villach            | Mannschaft Großschanze HS 130   | 1.   |
| Gregor Schlierenzauer | SV Innsbruck-Bergisel | Einzel Normalschanze HS 100     | 8.   |
| Gregor Schlierenzauer | SV Innsbruck-Bergisel | Einzel Großschanze HS 130       | 1.   |
| Gregor Schlierenzauer | SV Innsbruck-Bergisel | Mannschaft Normalschanze HS 100 | 1.   |
| Gregor Schlierenzauer | SV Innsbruck-Bergisel | Mannschaft Großschanze HS 130   | 1.   |

### Frauen
| Athlet                     | Verein       | Wettbewerb                  | Rang |
| -------------------------- | ------------ | --------------------------- | ---- |
| Daniela Iraschko           | WSV Eisenerz | Einzel Normalschanze HS 100 | 1.   |
| Jacqueline Seifriedsberger | SC Waldzell  | Einzel Normalschanze HS 100 | 32.  |

## Medaillenspiegel

### Gesamtstand
Endstand nach 21 Wettbewerben:
| Platz | Land       | Gold | Silber | Bronze | Summe |
| ----- | ---------- | ---- | ------ | ------ | ----- |
| 2     | Österreich | 7    | 2      | 1      | 10    |

### Nach Sportarten
Endstand nach 21 Wettbewerben:
| Platz | Sportart              | Gold | Silber | Bronze | Summe |
| ----- | --------------------- | ---- | ------ | ------ | ----- |
| -     | Skilanglauf           | 0    | 0      | 0      | 0     |
| 1     | Nordische Kombination | 2    | 0      | 1      | 3     |
| 1     | Skispringen           | 5    | 2      | 0      | 7     |